# Knoops Park
Knoops Park, benannt nach dem Bremer Kaufmann Ludwig Knoop (1821–1894), ist eine im Bremer Stadtteil Burglesum, Ortsteil St. Magnus, gelegene Parkanlage, die eine Fläche von 65 Hektar umfasst.
Das Ensemble steht seit 2010 unter Bremer Denkmalschutz.

## Geschichte
Unter dem heutigen Begriff Knoops Park werden mehrere frühere Landgüter Bremer Kaufleute zusammengefasst, die nur zum überwiegenden Teil auf Ludwig Knoop zurückzuführen sind.

### Gut Mühlenthal

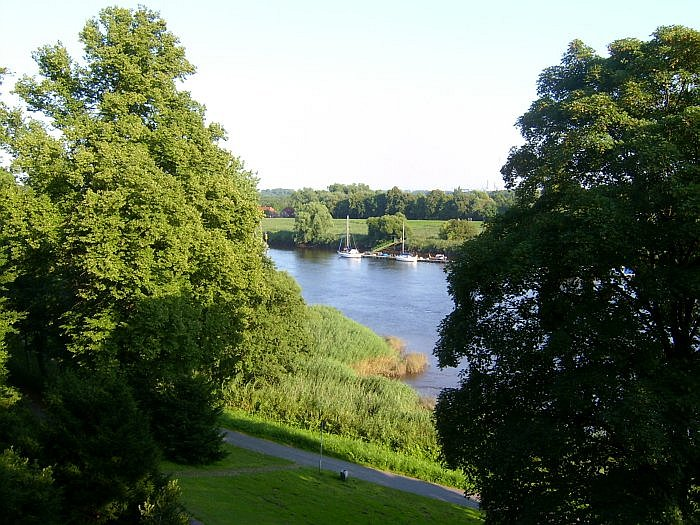
Blick über die Lesum

Dieser Bereich liegt südlich der Straße Auf dem Hohen Ufer bis zum Admiral-Brommy-Weg sowie östlich der Straße Auf dem Steinberg bis zu An Knoops Park.
1816 hatte sich in der damals selbständigen Gemeinde St. Magnus, oberhalb der Einmündung eines kleinen Mühlenbachs in die Lesum, der Kaufmann Johann Eberhard Heymann als Sommerwohnung ein niedriges, weich gedecktes Wohnhaus bauen und von Linden umgeben lassen. Es bestand noch 1843, als Anthonie Braakman das Landhaus malte.
Vor 1855, als dort bereits ein Giebelhaus stand, erwarb August Wilhelm Gruner das Anwesen, das bald nach seinem Tod (1859) an Ludwig Knoop verkauft wurde. 1861 zeigt eine Vasenmalerei den inzwischen veränderten Zustand vor dem Abbruch von 1869.

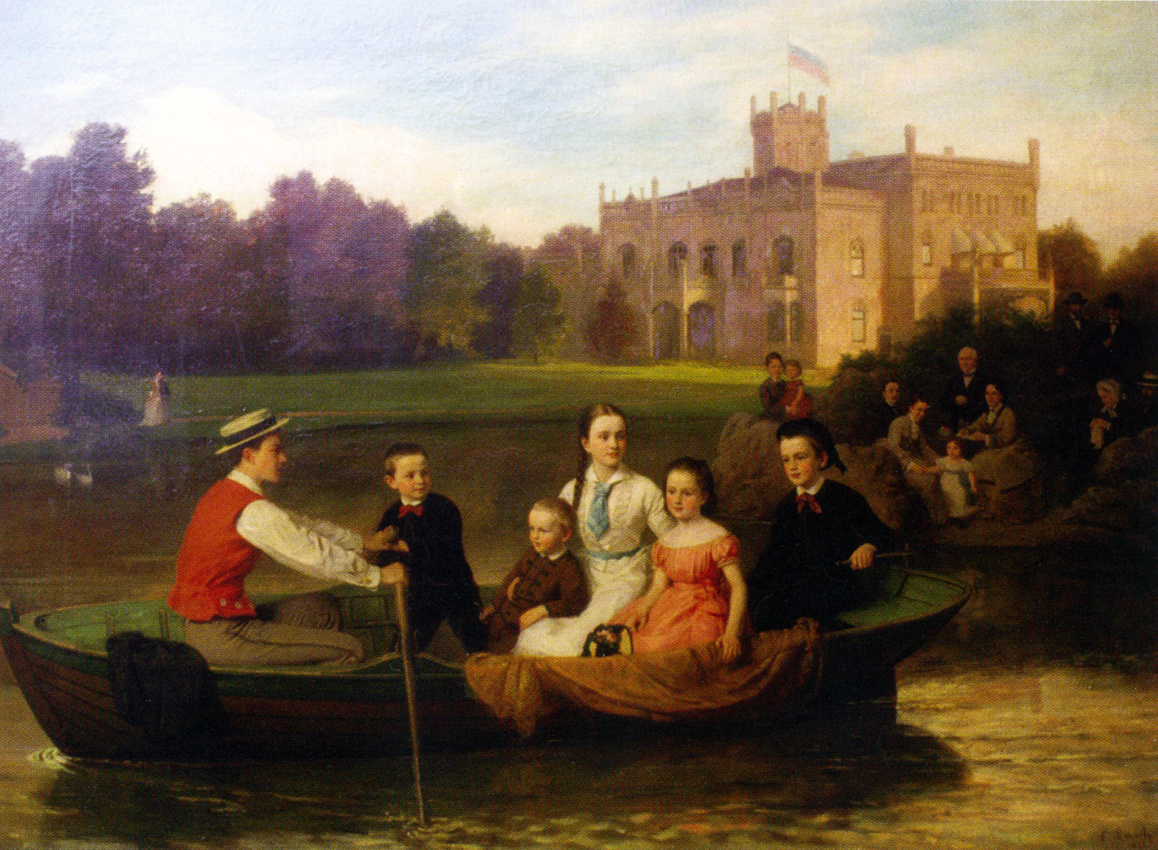
Schloss Mühlenthal

Bis 1871 ließ Knoop dort durch den Architekten Gustav Runge das Schloss Mühlenthal  im englischen Tudorstil erbauen. 1870 beauftragte er den Gartenarchitekten Wilhelm Benque (1814–1895), der auch verantwortlich für die Gestaltung des Bremer Bürgerparks war, mit der Planung und Schaffung einer Parklandschaft an der Lesum. Nur dieser Teil des heutigen Knoops Park wurde mit Sicherheit von Benque gestaltet.
Benque plante großzügige Freiflächen in die vorhandenen Baumbestände ein. Aussichtspunkte am hoch gelegenen Lesumhang wie z. B. die Jünglingshöhe  boten einen unvergleichlichen Blick über den Fluss und das Werderland nach Bremen sowie ins Oldenburger Land. Dieser ist heute durch Industrieansiedlungen und Windkraftanlagen im Bereich der Bremer Häfen und im Werderland teilweise beeinträchtigt, aber immer noch sehenswert.
1933 wurde das schon längere Zeit ungenutzte und verfallende Schloss Mühlenthal abgerissen. Dessen Grundriss ist mittlerweile durch Bodenmarkierungen ersichtlich gemacht worden. Die umfangreichen Gewächshausanlagen, darunter ein bemerkenswertes Palmenhaus waren schon lange vorher abgerissen worden. Nahe der ehemaligen Villa befindet sich seit 1995 die Ludwig-Knoop-Statue aus Bronze vom Bildhauer Claus Homfeld, die anlässlich des 100. Todestags von Ludwig Knoop entstand. Die beiden an der Straße Auf dem hohen Ufer gelegenen Torhäuser des Schlosses sind erhalten und werden für Wohnzwecke genutzt.
Die Gemeinde Lesum kaufte 1938 dieses Grundstück und ließ es nach Plänen des Gartenarchitekten Christian Roselius (1871–1945) in eine öffentliche Parkanlage umwandeln.

### Albrechtsburg, Schotteck und Lesmona
Westlich von Auf dem Steinberg liegt ein weiterer Parkbereich, der ebenfalls von Auf dem Hohen Ufer bis zum Admiral-Brommy-Weg reicht. Beide Teile sind nur im Norden und Süden ebenerdig verbunden. In der Mitte ist die Straße so tief in das Gelände eingeschnitten, dass eine Fußgängerbrücke errichtet wurde.
An die Straße grenzt das Grundstück, das Ludwig Knoop 1880/82 für seine Tochter Luise und seinen Schwiegersohn George Albrecht herrichten und mit der Villa Albrechtsburg  und Nebengebäuden bebauen ließ. Die Albrechtsburg wurde im November 1956 abgerissen und 1957 an gleichem Ort ein Schwesternwohnheim gebaut, das 2016 abgerissen wurde. Die Nebengebäude der Albrechtsburg mit einem markanten Wasserturm  sind erhalten.
Westlich schließt sich das Landgut Wolde – auch Schotteck genannt – an. Es reicht bis zum südlich verlaufenden Nordteil der Straße Am Kapellenberg. Hier ließ Ludwig Knoop bis 1894 für seine Tochter Adele und seinen Schwiegersohn Johann Georg Wolde die Villa Schotteck  nebst Hofmeierhaus  errichten.
Auf dem westlich anschließenden Grundstück, das an den südlichen, in südwestlicher Richtung verlaufenden Teil der Straße Am Kapellenberg grenzt, wurde bereits um 1814 die zunächst Heinrichsburg genannte, klassizistische Villa Haus Lesmona  der Kaufleute Anton und Heinrich Walte errichtet. Um 1905 wurde abseits der Villa das Hofmeierhaus Lesmona  gebaut.
Erst 1979 wurde der aus diesen Anwesen bestehende Parkbereich restauriert und „den Bremer Bürgern übergeben“. Zuvor befand sich in den Häusern Schotteck und Lesmona eine Tuberkulose-Heilstätte, zu der auch das Schwesternheim gehörte.

### Knoops Wald
Nördlich der Straße Auf dem Hohen Ufer schließt sich an das Gut Mühlenthal ein Waldgebiet an, in dem eine große Weidefläche liegt.  Ursprünglich war dieses Gebiet in Knoops Eigentum als Park gestaltet und reichte zwischen den Straßen An Knoops Park im Osten und Raschenkampsweg im Westen bis nahe an die Bahnlinie im Norden. Die Gemeinde Lesum erwarb auch dieses Grundstück von den Knoop-Erben. Es war beabsichtigt, die gesamte Fläche für Kleinsiedlungsbau aufzuteilen. Mit der Besiedlung wurde im Norden und Osten des Grundstücks begonnen, heute die Grundstücke beiderseits der Straßen Mühlental und Kastanienallee.
Im Südwesten des Grundstücks ist das Haus Tillery  von 1870 des Knoopschen Obergärtners Tillery erhalten. In direkter Nachbarschaft wurde 1971 das Haus Kränholm als Teilrekonstruktion wiedererrichtet. 

### Blumenkamp
Westlich der Straße Raschenkampsweg liegt ein öffentlicher Parkbereich mit dichtem Baumbestand, der bis zur Billungstraße reicht, und großen Rasenflächen nahe beim Raschenkampsweg. Dieser Park hieß ursprünglich Blumenkamppark, da er zum Anwesen von Haus Blumenkamp  von Carl Heinrich Wolde (Vater von Johann Georg Wolde) gehört. Dieses Gebiet und das Gut Lesmona – wie derzeit üblich – Knoops Park zuzurechnen, ist aufgrund der Eigentumsverhältnisse historisch falsch.

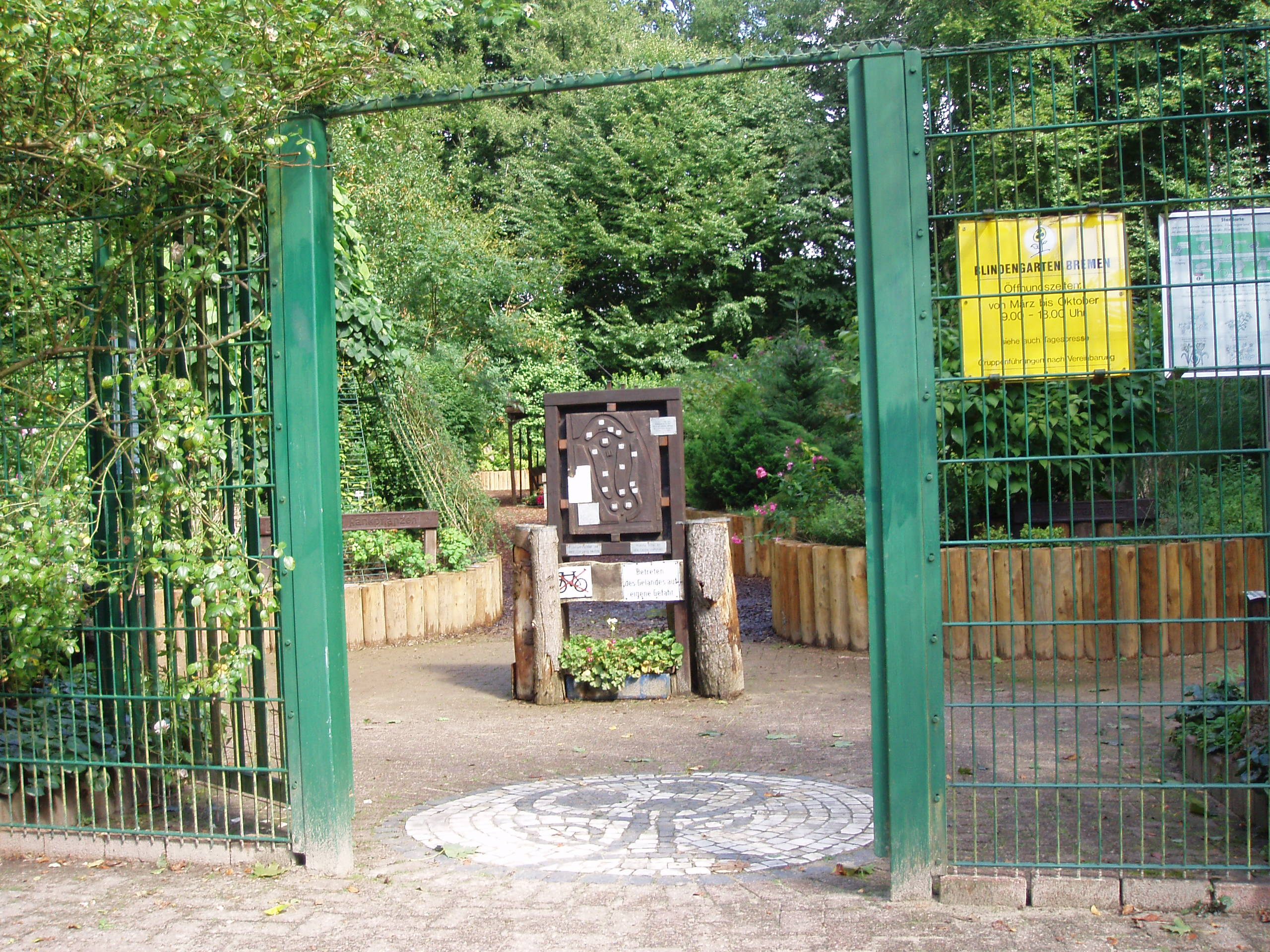
Eingang zum Blindengarten

Im östlichen Bereich des Parks entstand 1989 auf 1.600 Quadratmetern Deutschlands erster Blindengarten, der ausschließlich in Privatinitiative gebaut wurde und betrieben wird. 

## Denkmalschutz, Landschaftsschutz
1973 bzw. 2010 wurde Knoops Park mit Haus Kränholm, Haus Tillery, Hofmeierhaus Lesmona, Nebengebäuden der Albrechtsburg, Hofmeierhaus und Wasserturm der Albrechtsburg, Landhaus Wolde, Villa Schotteck, Hofmeierhaus Haus Schotteck, den zum Gut Mühlenthal gehörenden Torhäusern (Gärtnerhaus und Pförtnerhaus) sowie Brücken und Gartenstaffagen als Denkmalgruppe in die Landesdenkmalliste aufgenommen: Siehe dazu Liste der Kulturdenkmäler in Burglesum. Der nördliche Bereich des Blumenkampparks ist nicht Teil des Ensembles. Die heute erhaltene Parkfläche gehört zum 1968 ausgewiesenen Bremer Landschaftsschutzgebiet.
Der Förderverein Knoops Park e. V. erhielt für seine ehrenamtlichen Leistungen, unter anderem für den Abriss des ehemaligen Schwesternwohnheims, den Bremer Denkmalpflegepreis 2016.

## Markante und alte Bäume

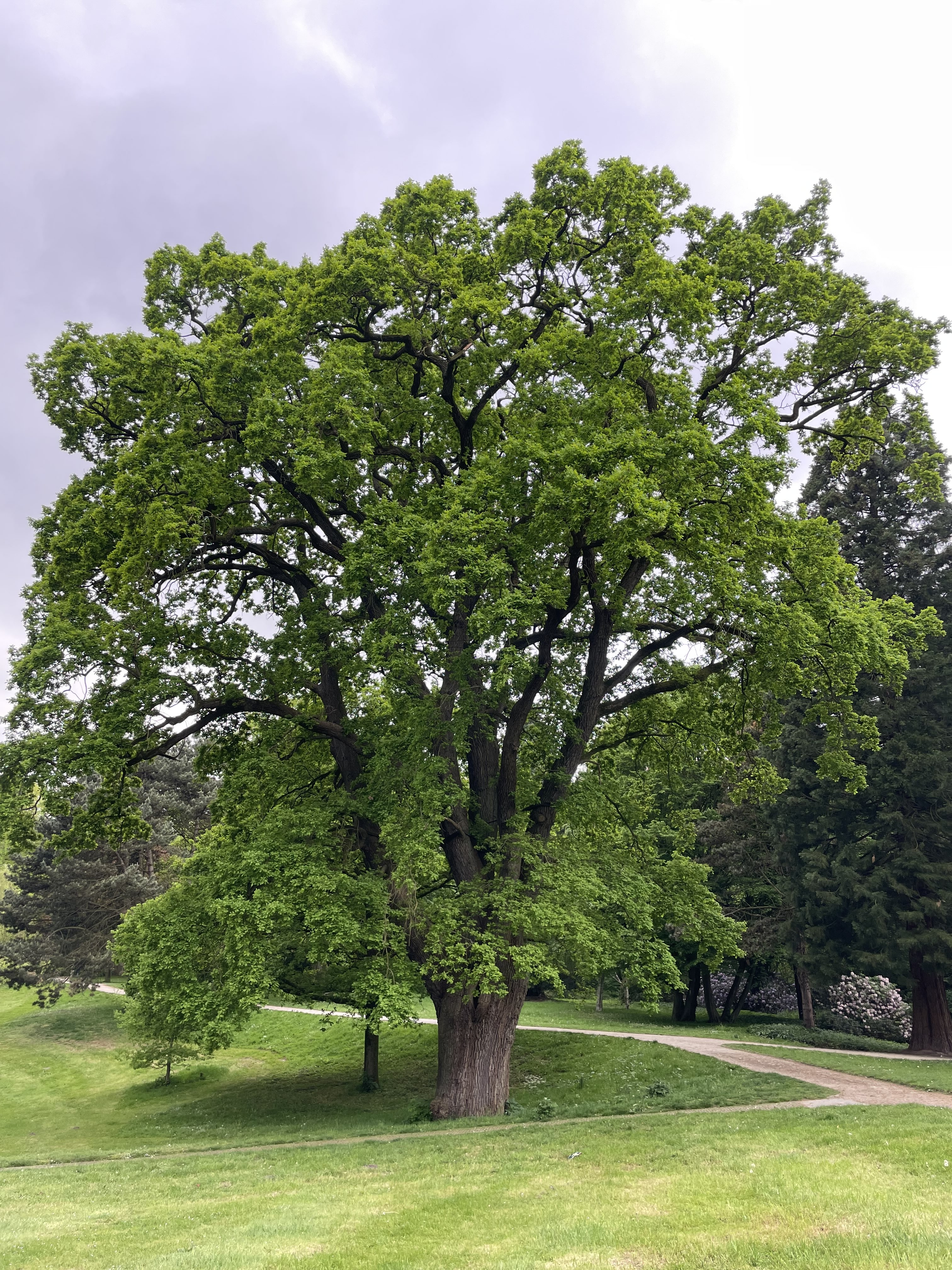
Markante Eiche im Knoops Park (2024)

In Knoops Park befindet sich eine etwa 250 Jahre alte Stieleiche (Quercus robur), die mit einer Höhe von 24 Metern und einem Kronendurchmesser von 25 Metern zu den markanten und alten Bäumen in Bremen gehört (Bild rechts). 

## Erreichbarkeit
Knoops Park ist mit den Buslinien 83, 94 und 95 der Bremer Straßenbahn AG erreichbar. Nächstgelegene Haltestellen sind Am Kapellenberg und Knoops Park (94, 95) sowie Richthofenstraße und Finkenschlag (83). Etwa 50 Meter von der nördlichen Parkgrenze entfernt liegt der Bahnhof Bremen-St. Magnus, der von der Regio-S-Bahn-Linie RS 1 bedient wird.